# Caradrina cinerascens
Caradrina cinerascens är en fjärilsart som beskrevs av Johan Martin Jacob af Tengström 1870. Caradrina cinerascens ingår i släktet Caradrina och familjen nattflyn. Inga underarter finns listade i Catalogue of Life.